# Renault Wind
O Wind é um roadster fabricado pela francesa Renault. O Wind era originalmente um carro-conceito revelado em setembro de 2004 no Paris Motor Show como um roadster 2 em 1. Em 02 de fevereiro de 2010, a Renault anunciou que o Wind iria entrar em produção. Ele foi revelado no Salão Automóvel de Genebra em 02 de março de 2010. A versão de produção possui dois lugares, ao contrário do assento 2 em 1 do carro-conceito.

## Motorização
O Wind pode ser equipado com um motor de 1.2L ou 1.6L de 4 cilindros à gasolina.

## Design

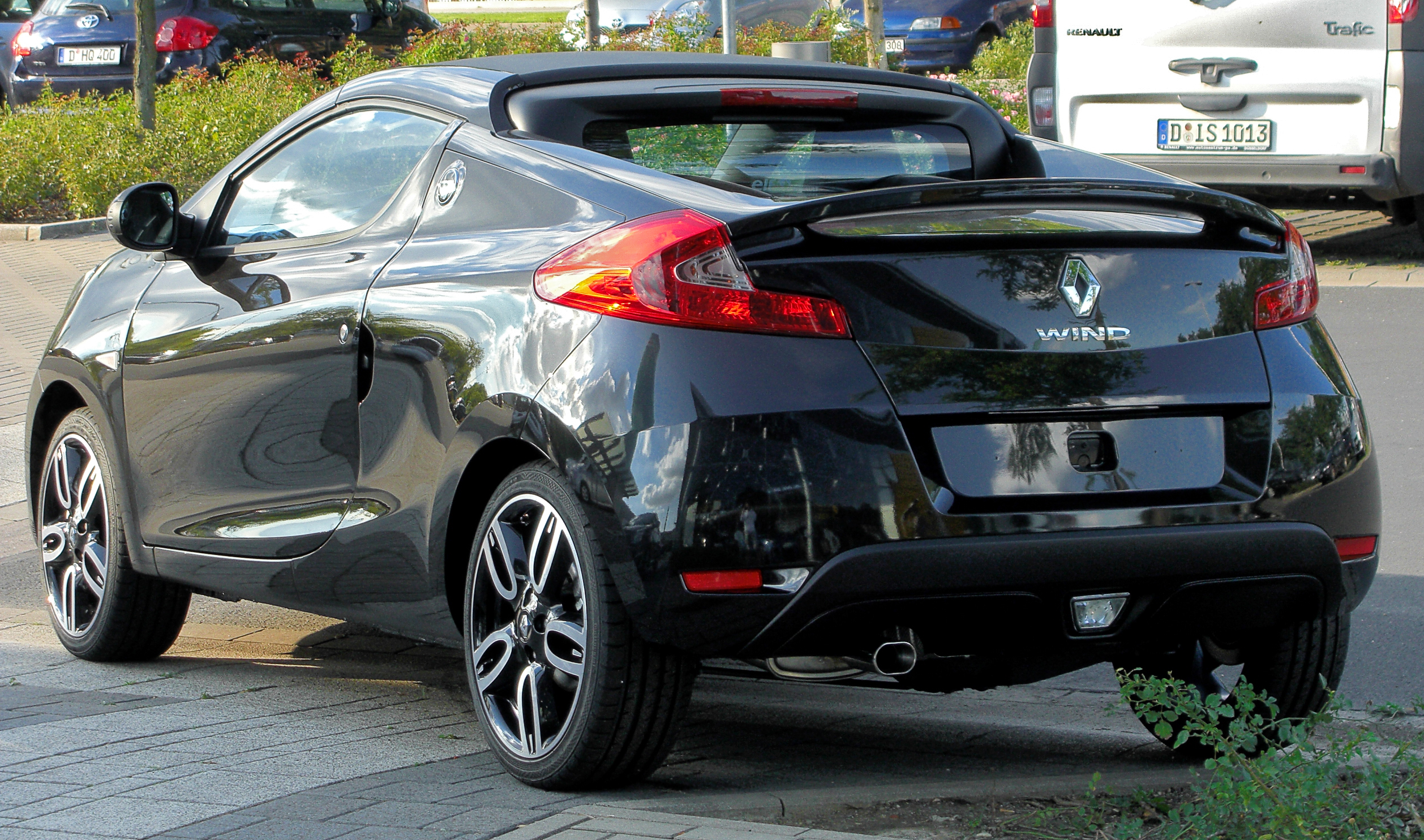
⠀⠀⠀⠀⠀⠀

A versão conceito do Wind foi desenhada assim como as versões de performance do Clio e Mégane. A produção do Wind, entretanto, é toda baseada no Twingo, evidente em tamanho e postura e também em suas maçanetas semi-circulares. O volante e os pedais, no conceito, se ajustam automaticamente quando a porta se abre para facilitar o acesso.
O Wind possui teto feito em uma peça de metal que gira 180° (assim como a Ferrari 575M Superamerica), ao contrário das várias peças encontradas em outros conversíveis. A Renault afirma que leva apenas 12 segundos para que o teto abra, o que é bem rápido, comparado a outros conversíveis.

## Versões
Existem três versões: Dynamique, Dynamique S e a edição limitada "Collection". A versão Dinamique é a mais básica, com rodas de liga de 16" e ar condicionado como características de fábrica. O modelo Dinamique S possui rodas de liga de 17" e controle climático. A Edição Limitada "Collection" tem maior gama de acessórios, incluindo teto retrátil em preto brilhante e pontos vermelhos no painel.
No Reino Unido, as versões incluem, além da Dynamique e Dynamique S, GT Line e a top de linha Collection.